# Huertas del Río
Huertas del Río es una localidad española del municipio de Archidona, en la provincia de Málaga, Andalucía. Está situada en la zona suroeste del término municipal, cerca de la desembocadura del arroyo Marín en el río Guadalhorce y de la A-92. Se trata de una zona agrícola fértil con huertas de regadío, de ahí su nombre. En 2014 tenía una población de 215 habitantes.